# Élections législatives fidjiennes de 1966
Des élections législatives se tiennent aux Fidji du 26 septembre au 8 octobre 1966. C'est la première élection dans cette colonie britannique à produire un Conseil législatif majoritairement élu, dans le cadre d'une transition vers l'autonomie politique des Fidjiens.

## Réforme politique et électorale
Le Conseil législatif compte désormais quarante membres, dont trente-quatre sont élus. Les citoyens sont catégorisés en listes ethniques : « Fidjiens » (autochtones), « Indiens » (d'ascendance indienne) et « Généraux » (minorités ethniques : Euro-Fidjiens, Sino-Fidjiens...). Les « Fidjiens » disposent de quatorze sièges réservés au Conseil législatif : neuf députés élus par les électeurs autochtones uniquement, trois élus par les citoyens de toutes appartenances ethniques, et deux nommés par le Grand Conseil des chefs. Les « Indiens » disposent de douze sièges réservés : neuf députés élus par les électeurs indo-fidjiens uniquement, et trois élus par les citoyens de toutes appartenances ethniques. Les « électeurs généraux » (petites minorités ethniques) ont la garantie de dix représentants : sept élus par les électeurs « généraux », et trois par les électeurs de toutes appartenances ethniques. Les quatre derniers membres du Conseil sont des administratifs nommés par le gouverneur colonial.
Chaque électeur peut déposer ainsi quatre bulletins dans l'urne. Dans sa circonscription, il élit un député appartenant à sa propre communauté ethnique. Dans le même temps, le pays est divisé aussi en circonscriptions plus larges, où chaque électeur, quelle que soit son appartenance ethnique, élit un député issu de chacune des trois catégorisations ethniques.
Le fait que la très grande majorité des membres du Conseil législatif soient désormais élus signifie que le gouverneur colonial n'y disposera plus d'une majorité automatique.

## Partis et enjeux
Pour la première fois, des partis politiques se sont constitués. Le parti de l'Alliance, mené par le grand chef Ratu Kamisese Mara, se veut multi-ethnique tout en préservant l'autorité politique aux mains des chefs autochtones. Le Parti de la fédération, mené par l'avocat A.D. Patel, représente principalement la population rurale indo-fidjienne. Le Parti national démocrate, du syndicaliste Apisai Tora, défend les intérêts des autochtones de l'ouest du pays, les grands chefs dominants étant issus de l'est.
Les principaux enjeux sont la place des Fidji dans l'Empire britannique et la pérennisation ou non du système électoral ethnique. Le parti de l'Alliance représente en premier lieu l'entente historique entre les grands chefs autochtones et les représentants de la petite communauté euro-fidjienne, les descendants de colons ; l'Alliance souhaite le « développement progressif [du pays] sous direction britannique », au sein de l'Empire, et veut maintenir un système de représentation ethnique pour garantir la protection des intérêts des autochtones (43 % de la population) et des Euro-Fidjiens (4 %). Les Indo-Fidjiens étant presque exactement 50 % de la population du pays, l'Alliance argue que la représentation ethnique garantit la protection des minorités. À l'inverse, le Parti de la fédération souhaite que les Fidji deviennent rapidement indépendantes, et fait campagne pour l'adoption d'un système électoral sans distinctions ethniques.
Le Parti de la fédération ne parvient toutefois à présenter que treize candidats, dont douze sont indo-fidjiens et un seul est autochtone, le parti comptant très peu de membres autochtones.

## Résultats

### Par parti
Les résultats sont les suivants :
| Partis | Partis                   | Dirigeants         | Voix    | %     | Sièges ethniques autochtones | Sièges ethniques indo-fidjiens | Sièges ethniques généraux | Sièges nationaux autochtones | Sièges nationaux indo-fidjiens | Sièges nationaux généraux | Sièges (total) |
| ------ | ------------------------ | ------------------ | ------- | ----- | ---------------------------- | ------------------------------ | ------------------------- | ---------------------------- | ------------------------------ | ------------------------- | -------------- |
|        | Parti de l'Alliance      | Ratu Kamisese Mara | 214 872 | 51,94 | 9/9                          | 0/9                            | 5/7                       | 3/3                          | 3/3                            | 3/3                       | 23             |
|        | Parti de la fédération   | A.D. Patel         | 113 310 | 27,39 | 0/9                          | 9/9                            | 0/7                       | 0/3                          | 0/3                            | 0/3                       | 9              |
|        | Parti national démocrate | Apisai Tora        | 6 874   | 1,66  | 0/9                          | 0/9                            | 0/7                       | 0/3                          | 0/3                            | 0/3                       | 0              |
|        | Candidats indépendants   | n/a                | 78 644  | 19,01 | 0/9                          | 0/9                            | 2/7                       | 0/3                          | 0/3                            | 0/3                       | 2              |

### Par circonscription
Les résultats sont les suivants :

#### Sièges ethniques autochtones
Cakaudrove
| Parti | Parti          | Candidat       | Voix  | % | Remarque |
| ----- | -------------- | -------------- | ----- | - | -------- |
|       | Alliance       | Jone Naisara   | 4 908 |   | Élu      |
|       | sans étiquette | Anare Tuidraki | 949   |   |          |

Lau-Rotuma
| Parti | Parti    | Candidat     | Voix             | % | Remarque |
| ----- | -------- | ------------ | ---------------- | - | -------- |
|       | Alliance | Jonati Mavoa | pas d'adversaire |   | Élu      |

Lomaiviti-Kadavu
| Parti | Parti    | Candidat           | Voix             | % | Remarque |
| ----- | -------- | ------------------ | ---------------- | - | -------- |
|       | Alliance | Solomone Momoivalu | pas d'adversaire |   | Élu      |

Macuata-Bua
| Parti | Parti          | Candidat               | Voix  | % | Remarque |
| ----- | -------------- | ---------------------- | ----- | - | -------- |
|       | Alliance       | Ratu Emosi Vuakatagane | 2 885 |   | Élu      |
|       | sans étiquette | Militoni Leweniqila    | 1 774 |   |          |

Viti Levu nord-ouest
| Parti | Parti          | Candidat               | Voix  | % | Remarque |
| ----- | -------------- | ---------------------- | ----- | - | -------- |
|       | Alliance       | Sakeasi Waqanivavalagi | 6 354 |   | Élu      |
|       | sans étiquette | Isaia Vakabua          | 1 670 |   |          |
|       | sans étiquette | Jone Ravunakana        | 1 268 |   |          |

Rewa-Suva
| Parti | Parti          | Candidat        | Voix  | % | Remarque |
| ----- | -------------- | --------------- | ----- | - | -------- |
|       | Alliance       | Alipate Sikivou | 4 427 |   | Élu      |
|       | sans étiquette | Jone Mataitini  | 1 779 |   |          |
|       | sans étiquette | Noa Nawalowalo  | 1 268 |   |          |

Viti Levu sud-centre
| Parti | Parti          | Candidat              | Voix  | % | Remarque |
| ----- | -------------- | --------------------- | ----- | - | -------- |
|       | Alliance       | Ratu David Toganivalu | 4 368 |   | Élu      |
|       | sans étiquette | Penaia Latianara      | 981   |   |          |
|       | sans étiquette | Meli Loki             | 873   |   |          |
|       | sans étiquette | Ifereimi Nakaiwalu    | 205   |   |          |

Viti Levu sud-ouest
| Parti | Parti                    | Candidat         | Voix  | % | Remarque |
| ----- | ------------------------ | ---------------- | ----- | - | -------- |
|       | Alliance                 | Peniame Naqasima | 5 600 |   | Élu      |
|       | Parti national démocrate | Apisai Tora      | 2 632 |   |          |

Tailevu
| Parti | Parti          | Candidat                | Voix  | % | Remarque |
| ----- | -------------- | ----------------------- | ----- | - | -------- |
|       | Alliance       | Ratu William Toganivalu | 3 347 |   | Élu      |
|       | sans étiquette | Livai Volavola          | 1 530 |   |          |
|       | sans étiquette | Meli Baleilakeba        | 383   |   |          |

#### Sièges ethniques indo-fidjiens
Vanua Levu nord-est
| Parti | Parti          | Candidat       | Voix  | % | Remarque |
| ----- | -------------- | -------------- | ----- | - | -------- |
|       | Fédération     | James Madhavan | 5 049 |   | Réélu    |
|       | sans étiquette | Gaya Prasad    | 2 494 |   |          |

Viti Levu nord-est
| Parti | Parti          | Candidat     | Voix  | % | Remarque |
| ----- | -------------- | ------------ | ----- | - | -------- |
|       | Fédération     | C. A. Shah   | 3 799 |   | Réélu    |
|       | Alliance       | Vishnu Deo   | 1 955 |   |          |
|       | sans étiquette | V. P. Bajpai | 770   |   |          |

Nord-est
| Parti | Parti          | Candidat       | Voix  | % | Remarque |
| ----- | -------------- | -------------- | ----- | - | -------- |
|       | Fédération     | Ram Jati Singh | 2 328 |   | Élu      |
|       | sans étiquette | Harish Kohli   | 1 238 |   |          |

Viti Levu nord-ouest
| Parti | Parti      | Candidat            | Voix  | % | Remarque |
| ----- | ---------- | ------------------- | ----- | - | -------- |
|       | Fédération | R. D. Patel (en)    | 4 704 |   | Élu      |
|       | Alliance   | James Shankar Singh | 4 421 |   |          |

Viti Levu sud-centre
| Parti | Parti          | Candidat         | Voix  | % | Remarque |
| ----- | -------------- | ---------------- | ----- | - | -------- |
|       | Fédération     | Mohammed Khan    | 4 380 |   | Élu      |
|       | sans étiquette | Ramanlal Kapadia | 1 650 |   |          |
|       | sans étiquette | B.D. Moti        | 67    |   |          |
|       | sans étiquette | B. D. Lakshman   | 24    |   |          |

Viti Levu sud-ouest
| Parti | Parti      | Candidat       | Voix  | % | Remarque |
| ----- | ---------- | -------------- | ----- | - | -------- |
|       | Fédération | A.D. Patel     | 7 601 |   | Réélu    |
|       | Alliance   | Ayodhya Prasad | 4 025 |   |          |

Suva
| Parti | Parti          | Candidat          | Voix  | % | Remarque      |
| ----- | -------------- | ----------------- | ----- | - | ------------- |
|       | Fédération     | Irene Jai Narayan | 5 676 |   | Élue          |
|       | sans étiquette | Andrew Deoki      | 2 779 |   | Sortant battu |

Tailevu-Rewa
| Parti | Parti          | Candidat       | Voix  | % | Remarque |
| ----- | -------------- | -------------- | ----- | - | -------- |
|       | Fédération     | K. C. Ramrakha | 3 220 |   | Élu      |
|       | sans étiquette | K. B. Singh    | 677   |   |          |
|       | sans étiquette | Ram Regan      | 604   |   |          |

Viti Levu-ouest
| Parti | Parti          | Candidat      | Voix  | % | Remarque |
| ----- | -------------- | ------------- | ----- | - | -------- |
|       | Fédération     | Siddiq Koya   | 6 318 |   | Réélu    |
|       | sans étiquette | Jaswant Singh | 2 221 |   |          |
|       | sans étiquette | C. A. Patel   | 19    |   |          |

#### Sièges ethniques généraux
Est et centre
| Parti | Parti          | Candidat       | Voix | % | Remarque |
| ----- | -------------- | -------------- | ---- | - | -------- |
|       | Alliance       | Wesley Barrett | 816  |   | Élu      |
|       | sans étiquette | Robert Spowart | 132  |   |          |

Nord
| Parti | Parti          | Candidat         | Voix | % | Remarque      |
| ----- | -------------- | ---------------- | ---- | - | ------------- |
|       | sans étiquette | Harold Gibson    | 392  |   | Élu           |
|       | sans étiquette | Fred Archibald   | 292  |   | Sortant battu |
|       | sans étiquette | Hugh Thaggard    | 151  |   |               |
|       | sans étiquette | Lawrence Simpson | 73   |   |               |

Suva (3 sièges)
| Parti | Parti          | Candidat        | Voix  | % | Remarque |
| ----- | -------------- | --------------- | ----- | - | -------- |
|       | Alliance       | John Falvey     | 1 544 |   | Réélu    |
|       | Alliance       | William Yee     | 1 381 |   | Élu      |
|       | sans étiquette | Charles Stinson | 1 348 |   | Élu      |
|       | Alliance       | Margaret Bain   | 1 288 |   |          |

Viti Levu-ouest (2 sièges)
| Parti | Parti    | Candidat       | Voix             | % | Remarque |
| ----- | -------- | -------------- | ---------------- | - | -------- |
|       | Alliance | Ronald Kermode | pas d'adversaire |   | Réélu    |
|       | Alliance | Robin Yarrow   | pas d'adversaire |   | Élu      |

#### Sièges nationaux autochtones
Centre
| Parti | Parti    | Candidat            | Voix             | % | Remarque |
| ----- | -------- | ------------------- | ---------------- | - | -------- |
|       | Alliance | Ratu Edward Cakobau | pas d'adversaire |   | Réélu    |

Nord et est
| Parti | Parti          | Candidat           | Voix   | % | Remarque |
| ----- | -------------- | ------------------ | ------ | - | -------- |
|       | Alliance       | Ratu Kamisese Mara | 26 025 |   | Réélu    |
|       | sans étiquette | Nemani Waka        | 8 635  |   |          |

Ouest
| Parti | Parti                    | Candidat              | Voix   | % | Remarque |
| ----- | ------------------------ | --------------------- | ------ | - | -------- |
|       | Alliance                 | Ratu Josua Toganivalu | 25 960 |   | Élu      |
|       | Fédération               | Penaia Rokovuni       | 23 171 |   |          |
|       | Parti national démocrate | Isikeli Nadalo        | 4 242  |   |          |

#### Sièges nationaux indo-fidjiens
Centre
| Parti | Parti          | Candidat            | Voix   | % | Remarque      |
| ----- | -------------- | ------------------- | ------ | - | ------------- |
|       | Alliance       | Abdul Lateef        | 15 498 |   | Élu           |
|       | Fédération     | Madho Singh Tikaram | 13 487 |   |               |
|       | sans étiquette | C. P. Singh         | 7 939  |   | Sortant battu |
|       | sans étiquette | Shiu Narayan Kanhai | 1 505  |   |               |
|       | sans étiquette | M. Columbus         | 1 077  |   |               |
|       | sans étiquette | M. Azam             | 987    |   |               |

Nord et est
| Parti | Parti      | Candidat       | Voix   | % | Remarque |
| ----- | ---------- | -------------- | ------ | - | -------- |
|       | Alliance   | Vijay R. Singh | 26 634 |   | Élu      |
|       | Fédération | Vijay Singh    | 8 068  |   |          |

Ouest
| Parti | Parti      | Candidat         | Voix   | % | Remarque |
| ----- | ---------- | ---------------- | ------ | - | -------- |
|       | Alliance   | K. S. Reddy (en) | 28 200 |   | Élu      |
|       | Fédération | Deo Narayan      | 25 509 |   |          |

#### Sièges nationaux généraux
Centre
| Parti | Parti          | Candidat              | Voix   | % | Remarque      |
| ----- | -------------- | --------------------- | ------ | - | ------------- |
|       | Alliance       | Douglas Walkden-Brown | 21 208 |   | Élu           |
|       | sans étiquette | James Ah Koy          | 5 604  |   |               |
|       | sans étiquette | David Whippy          | 2 622  |   | Sortant battu |
|       | sans étiquette | Trevor McNally        | 976    |   |               |

Nord et est
| Parti | Parti    | Candidat        | Voix             | % | Remarque |
| ----- | -------- | --------------- | ---------------- | - | -------- |
|       | Alliance | Lindsay Verrier | pas d'adversaire |   | Élu      |

Ouest
| Parti | Parti          | Candidat          | Voix   | % | Remarque |
| ----- | -------------- | ----------------- | ------ | - | -------- |
|       | Alliance       | Loloma Livingston | 23 768 |   | Élue     |
|       | sans étiquette | Peter Davis       | 22 677 |   |          |

### Membres nommés par le Grand Conseil des chefs
Le Grand Conseil des chefs nomme les deux membres suivants, dont l'une des trois seules femmes à siéger à cette assemblée :
| Nom | Nom                        |
| --- | -------------------------- |
|     | Ratu George Cakobau        |
|     | Adi Losalini Raravuya Dovi |

### Membres nommés par le gouverneur
Le gouverneur Sir Francis Jakeway (en) nomme les quatre autres membres du Conseil législatif selon leurs compétences dans l'administration coloniale. Il siègent ex officio au Conseil exécutif, le gouvernement de la colonie :
| Nom | Nom                 | Fonction                                       |
| --- | ------------------- | ---------------------------------------------- |
|     | Justin Lewis (en)   | Procureur général                              |
|     | Ian Thomson (en)    | Secrétaire-en-chef                             |
|     | Harry Ritchie       | Secrétaire aux finances                        |
|     | Ratu Penaia Ganilau | Secrétaire aux affaires autochtones et locales |

## Formation d'un gouvernement
Vingt-trois des vingt-sept candidats du parti de l'Alliance sont élus, conférant au parti une majorité absolue des sièges au Conseil législatif. Ratu Sir Kamisese Mara, chef autochtone coutumier et chef de ce parti, est ainsi invité à prendre la direction du Conseil exécutif. Il obtient le titre de « Responsable des affaires du gouvernement », le pouvoir exécutif dépendant toujours du gouverneur, et doit intégrer à son gouvernement les quatre membres ex officio du Conseil législatif. Il est néanmoins libre de nommer à sa guise les autres membres du gouvernement. Il écarte la possibilité d'un gouvernement d'union nationale qui inclurait des représentants du Parti de la fédération, et choisit donc les membres du Conseil exécutif parmi les élus de son propre parti. A.D. Patel, le chef du Parti de la fédération, est reconnu comme chef de l'opposition au Conseil législatif, fonction créée à cette occasion. 
Ronald Kermode est élu président du Conseil législatif, à l'unanimité. En application de la tradition britannique selon laquelle le président d'un corps législatif n'entre en fonction qu'à contrecœur, Ratu Kamisese Mara et A.D. Patel le prennent par les bras et font mine de le traîner jusqu'à son siège.

## Suites
Au 1er septembre 1967, le Royaume-Uni accorde à la colonie le plein droit à un gouvernement responsable. Le Conseil exécutif devient le Conseil des ministres, dont les membres sont désormais des ministres, doté du pouvoir exécutif sur leurs ministères respectifs. Le gouvernement dispose dès lors d'une importante autonomie, bien que le gouverneur de la colonie, Sir Derek Jakeway, conserve la responsabilité exclusive des affaires étrangères, de l'intérieur et de la défense.
Les Fidji deviennent indépendantes le 10 octobre 1970. Le Conseil législatif devient la Chambre des représentants, les membres élus en 1966 devenant automatiquement les députés de cette nouvelle Chambre. Le gouvernement de Kamisese Mara demeure en fonction jusqu'aux élections législatives de 1972.